# Raymon
Raymon est un prénom masculin anglais apparenté au prénom Raymond et pouvant désigner :

## Prénom
- Raymon Anning (en) (1930-2020), commissaire de police hongkongais
- Raymon van der Biezen (né en 1987), coureur cycliste néerlandais
- Raymon van Emmerik (en) (né en 1980), joueur néerlandais de football
- Raymon Gaddis (né en 1990), joueur américain de soccer
- Raymon Reifer (en) (né en 1991), joueur barbadien de cricket
- Charles Raymon Savage (en) (1906-1976), homme politique américain de Washington

## Référence
1. ↑  (fr) Prénom Raymon pour un garçon - journaldesfemmes.fr